# Joven tigre jugando con su madre
Joven tigre jugando con su madre es una pintura de 1830-1831 del artista francés Eugène Delacroix que representa en un encuadre cercano a dos tigres "jugando" entre sí. Pintado al principio de su carrera, muestra cómo el artista se sintió atraído por los temas animalísticos en este período. El cuadro fue expuesto en el Salón de 1831, y los archivos del albacea testamentario de Delacroix, Achille Piron, revelaron que el pintor había pagado 1.200 francos para asegurarlo. Perteneció a M. Maurice Cottier y ahora se exhibe en la Sala 77 del Louvre en París.

## Influencia y análisis
Dulcemente, el joven tigre del fondo se inclina hacia su madre en primer plano, ambos tendidos contra las rocas y bajo un oscuro cielo nublado. Algunos autores han escrito que las pinturas de animales de Delacroix fueron realizadas utilizando a su gato mascota como modelo. Y aunque parece que la inspiración de la pintura se debe a una de sus visitas al zoológico del Jardin des Plantes para ver a los tigres con su amigo Antoine-Louis Barye (escultor de animales), Delacroix siempre se contentaba más con observar a su propio gato.
La pieza muestra la influencia de Rubens y contrasta marcadamente con la violenta La caza del tigre, aunque ambas (y otras pinturas de Delacroix sobre este tema) capturan la ferocidad y ternura de las que son capaces estos animales: dos obras diferentes que muestran una dualidad de comportamiento. Los tigres y otros grandes felinos fueron motivos frecuentes en su obra.
Estas pinturas pueden interpretarse como una forma del artista de mostrar emociones y pasiones humanas personificadas como animales domesticados aunque feroces. Por ejemplo, Delacroix escribió en su Diario de la época: «Los hombres son tigres y lobos impulsados a destruirse unos a otros». Su amigo Théophile Gautier vio un parecido entre su manera de ser y la de los felinos que pintaba, y escribió: «Sus ojos leonados, con su expresión felina, sus finos labios estirados sobre unos dientes magníficos, su firme mandíbula enfatizada por fuertes pómulos... daban a sus rasgos una belleza indómita, extraña, exótica, casi alarmante».
Sus animales feroces pero a la vez divinamente serenos representan el "deleite por lo salvaje" que fascinaba a los artistas románticos como Delacroix. El interés de Delacroix por la vida silvestre alcanzó su apogeo con Ovidio entre los escitas (1859), que representa una escena de bárbaros humanos y sus animales. Esta escena con tigres es una pieza significativa en su catálogo y para la época, como explicó Lee Johnson:

"Un tigre joven jugando con su madre, la pintura animalística más grande de Delacroix hasta la fecha, se muestra en una exposición en el Palacio de Luxemburgo en beneficio de los ciudadanos heridos en la revolución de Julio".

## Otras de sus pinturas con temas similares

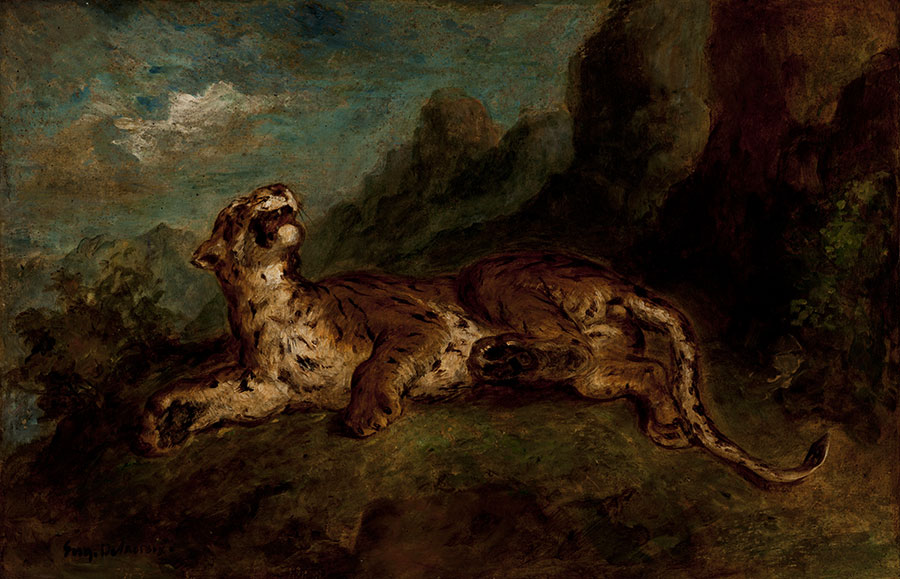
Tigre, 36 × 53 cm.
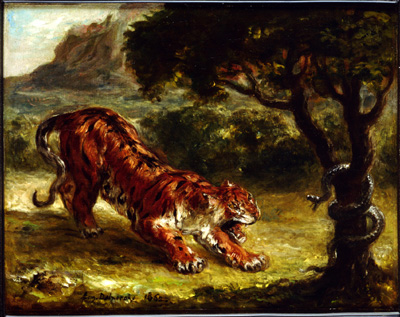
Tigre y serpiente. Óleo sobre lienzo, 33 × 40 cm, 1862.
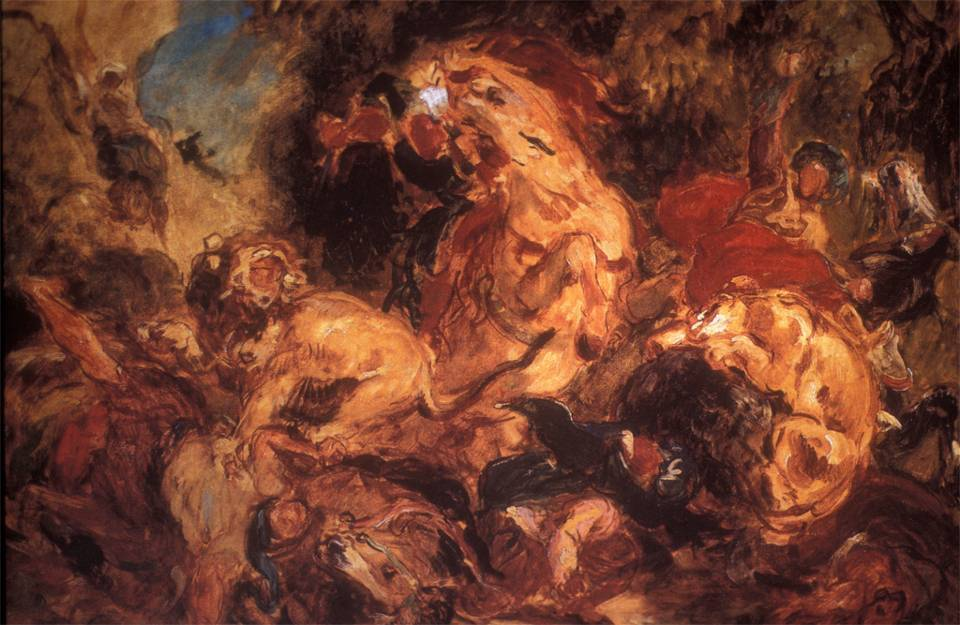
Boceto para una cacería de leones, 1854.